# قوس رسغي راحي
قوس رسغي راحي (بالإنجليزية: Palmar carpal arch)‏‏هو شريان يتفرعُ من الفرع الرسغي الراحي للشريان الكعبري، والفرع الرسغي الراحي للشريان الزندي.